# Ochna cyanophylla
Ochna cyanophylla är en tvåhjärtbladig växtart som beskrevs av N. Robson. Ochna cyanophylla ingår i släktet Ochna och familjen Ochnaceae. Inga underarter finns listade i Catalogue of Life.